# Zoran Stojadinović
Zoran Stojadinović (Belgrado, 25 aprile 1961) è un ex calciatore jugoslavo, di ruolo attaccante.

## Carriera
Fu capocannoniere della Bundesliga austriaca nel 1988.

## Palmarès

### Individuale
Capocannoniere della Fußball-Bundesliga (Austria): 1
1988 (27 gol)